# Kopane
Die Kopane (auch Cobane, Copane oder Kopano)  sind ein ausgestorbener nordamerikanischer Indianerstamm von der Golfküste in Texas, der zu den Karankawa gehörte. Das Wohngebiet der Kopane lag an der texanischen Küste am Golf von Mexiko und verlief etwa von der Copano Bay nach Südwesten bis zur San Antonio Bay. Sie führten ein nomadisches Leben und folgten einem saisonalen Zyklus, der sie von den Inseln vor der Küste, den Barrier Islands, bis etwa 40 bis 100 Kilometer ins Binnenland führte.
Sehr wenig ist über das Leben der Kopane bekannt. Aus Aufzeichnungen von Priestern weiß man, dass sie von 1751 bis 1828 in den spanischen Küsten-Missionen Nuestra Senora del Rosario und Nuestra Senora del Refugio lebten. Hier sollten ihnen sowohl europäische Werte, das Christentum sowie Landwirtschaft und Viehzucht vermittelt werden. Die Missionsstationen bildeten kleine Befestigungsanlagen um die Kirche herum als religiöses und soziales Zentrum. Die spanischen Missionen waren eine Einrichtung an der Besiedlungsgrenze (engl. frontier), die dazu dienen sollte, die indianischen Ureinwohner in das spanische Kolonialreich zu integrierten. Die katholische Religion und bestimmte Aspekte der spanischen Kultur sollten unter der Aufsicht von Missionaren vermittelt werden, wobei der Staat für ausreichenden Schutz sorgte. Überreste der teils intakten Anlagen findet man im Süden Kaliforniens, in Arizona, New Mexico, Texas und im Norden Mexikos.
Die Mission del Refugio lag im heutigen Calhoun County, nördlich des Mission Lake und nordwestlich des Ortes Long Mott. Der Standort der Mission del Rosario befand sich am San Antonio River, etwa 6 km westlich des heutigen Ortes Goliad. Viele Indianer kamen nur im Winter in die Missionen, um Nahrungsmittel zu empfangen, verließen sie aber wieder im nächsten Frühjahr, besonders wenn die Rationen ausblieben.
Es ist wahrscheinlich, dass sich die Kopane nach der Säkularisation der Missionen 1831 und 1832 anderen Karankawa-Gruppen anschlossen und ihre Identität als Kopane aufgaben. Unter dem Druck der stark wachsenden weißen Bevölkerung in Texas wurden sie immer weiter nach Westen gedrängt und gelten seit 1858 als ausgestorben.